# Gorskaja Porada
Gorskaja Porada (ros. Горская Порада) – wieś w Rosji, w obwodzie rostowskim, w rejonie nieklinowskim. W 2010 liczyła 199 mieszkańców.